# Paranotoreas opipara
Paranotoreas opipara är en fjärilsart som beskrevs av Alfred Philpott 1915. Paranotoreas opipara ingår i släktet Paranotoreas och familjen mätare. Inga underarter finns listade i Catalogue of Life.